# Ertuğrul Günay
 (juillet 2012).
Ertuğrul Günay, né le 1er octobre 1948 à Ordu (Turquie) est un avocat et homme politique turc, ministre de la Culture et du Tourisme de Turquie de 2007 à 2013.

## Biographie
Ertuğrul Günay est diplômé de la faculté de droit (tr) de l'université d'Istanbul en 1969.
Il est le plus jeune député élu des élections législatives turques de 1977.
Il rejoint le Parti de la justice et du développement (AKP) en s’opposant aux tendances anti-démocratiques avant les élections législatives de 2007. Il est élu à Istanbul pour l'AKP aux élections législatives de 2007 et est ensuite élu à Izmir, toujours sous les couleurs de l'AKP aux élections législatives de 2011. Il est ministre de la Culture et du Tourisme de 2007 à 2013.
Il gère les initiatives civiles des Initiatives humanitaires pour la Bosnie, « La Conférence de l’Est, la nouvelle initiative politique ». Il écrit deux livres intitulés Écritures de Bosnie et Contre la politique, aussi bien que de nombreux articles publiés dans divers journaux et magazines.
Il reçoit le titre de docteur honoris causa de l’Université d’Adıyaman pour ses contributions au développement de la paix et de la liberté de réflexion en 2009 et le titre de docteur honoris causa des universités de Mustafa Kemal, d’Akdeniz et de Pamukkale pour ses travaux dans le domaine de la protection de l’héritage culturel et pour ses travaux archéologiques.
Il obtient l’Ordre du Mérite hongrois, pour ses contributions au développement des relations entre la Hongrie et la Turquie et aussi la Grande décoration d’honneur en or à la bande qui est la plus grande décoration donnée en Turquie pour la seule et la première fois par l'Autriche pour ses contributions au développement des relations entre l'Autriche et la Turquie.